# إقليمية (فن)

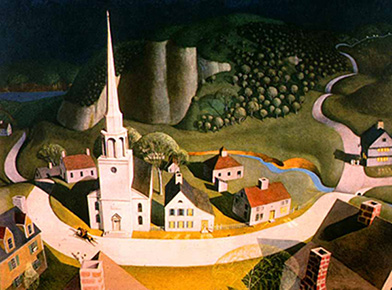

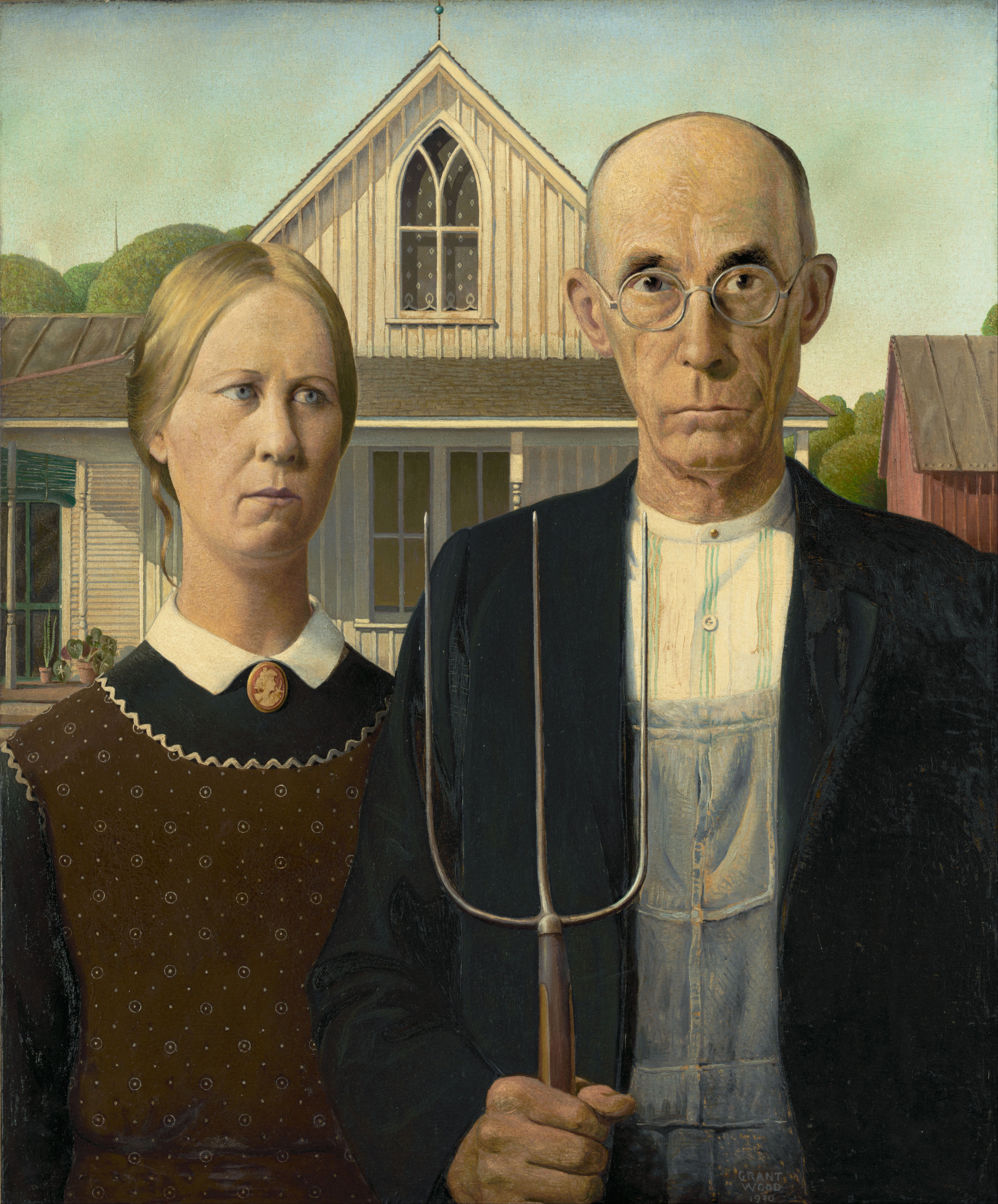
الْقُوطِيَّةُ الْأَمْرِيكِيَّةَ بريشة جرانت وود سنة 1930، من أشهر الأمثلة على الحركة الإقليمية، معهد الفنون، شيكاغو.

الإقليمية الأمريكية هي حركة فنية أمريكية واقعية حديثة تضمن  إنتاجها اللوحات والجداريات ولوحات الطباعة الحجرية والرسوم التوضيحية التي تصور مشاهد واقعية للريف الأمريكي والبلدات الصغيرة خاصة في وسط غرب الولايات المتحدة الأمريكية. نشأت الحركة في ثلاثينيات القرن العشرين استجابةً للكساد الكبير، وانتهت في الأربعينيات بسبب نهاية الحرب العالمية الثانية ونقص التطور داخل الحركة. وصلت إلى ذروة شعبيتها في الفترة ما بين 1930 حتى 1935، إذ قُدِّرت على نطاق واسع لصورها المطمئنة للأراضي الأمريكية خلال فترة الكساد الكبير. رغم الاختلافات الكبيرة بين أساليب فنانين معينين، كان للفن الإقليمي بشكل عام أسلوب محافظ وتقليدي نسبيًا استجاب للمشاعر الأمريكية الشعبية، بينما عارض بشدة الهيمنة المُتصوَّرة للفن الفرنسي.

## صعودها
قبل الحرب العالمية الثانية، لم يكن قد وُضِع بعد تعريف واضح للحركة الحداثية في نطاق الفن الأمريكي. كان هناك أيضًا كفاح لتعيين نوع أمريكي فريد من الفن. في طريقهم لتحديد ماهية الفن الأمريكي، رفض بعض الفنانين الأمريكيين الاتجاهات الحديثة المنبثقة عن أرموري شو (المعرض الدولي للفن الحديث في أمريكا عام 1913) والتأثيرات الأوروبية خاصة من مدرسة باريس. برفضهم الأساليب التجريدية الأوروبية، اختار الفنانون الأمريكيون اعتماد الواقعية الأكاديمية، التي تصور المشاهد الحضرية والريفية الأمريكية. أصبحت الإقليمية، ويعزى ذلك جزئيًا إلى الكساد الكبير، إحدى الحركتين الفنيتين المهيمنتين في أمريكا في الثلاثينيات، كانت الأخرى الواقعية الاجتماعية. في ذلك الوقت، كانت الولايات المتحدة ما تزال دولة زراعية إلى حد كبير، ويعيش جزء أصغر بكثير من سكانها في المدن الصناعية مثل نيويورك أو شيكاغو.

## تصوير المشهد الأمريكي
تصوير المشهد الأمريكي هو مصطلح يشمل الإقليمية الأمريكية والواقعية الاجتماعية المعروفة أيضًا باسم الواقعية الحضرية. ينقل معظم تصوير المشهد الأمريكي إحساسًا بالقومية والرومانسية في تصويره للحياة الأمريكية اليومية. نشأ هذا الحس القومي عن رفض الفنانين لاتجاهات الفن الحديث بعد الحرب العالمية الأولى والفن الذي عُرِض في أرموري شو. خلال الثلاثينيات، وثَّق هؤلاء الفنانون وصوَّروا المدن الأمريكية والبلدات الصغيرة والمناظر الطبيعية الريفية؛ قام البعض بذلك كوسيلة للعودة إلى وقت أبسط بعيدًا عن التصنيع، بينما سعى آخرون إلى الإدلاء بوجهة نظر سياسية وجعلوا فنهم في سبيل قضايا ثورية وراديكالية. غالبًا ما تُسمى الأعمال التي تركز على الموضوعات المحلية والبلدات الصغيرة «الإقليمية الأمريكية»، وتلك التي تصور المشاهد الحضرية، مظهرةً الوعي السياسي والاجتماعي بـ«الواقعية الاجتماعية».  تُعرف النسخة التي نشأت في كاليفورنيا تصوير المشاهد الكاليفورنية.

## الثلاثي الإقليمي
تشتهر الإقليمية الأمريكية عن طريق «الثلاثي الإقليمي» المتكون من أكثر ثلاثة فنانين حظوا بالاحترام الكبير خلال عصر الكساد الكبير في أمريكا: غرانت وود، وتوماس هارت بنتون، وجون ستيوارت كاري. درس الثلاثة الفن في باريس، لكنهم كرسوا حياتهم لوضع شكل أمريكي أصيل من الفن. كانوا يعتقدون أن الحل للمشكلات الحضرية في الحياة الأمريكية والكساد العظيم هو عودة الولايات المتحدة إلى جذورها الزراعية الريفية.